# Улица Брусилова (Москва)
Улица Бруси́лова — улица в районе Щербинка Новомосковского административного округа города Москвы. Расположена между Варшавским шоссе и улицей Маршала Савицкого.

## Происхождение названия
Улица названа в честь Алексея Алексеевича Брусилова (1853—1926) — русского и советского военачальника и военного педагога.

## Транспорт
По улице Брусилова проходят следующие автобусные маршруты:
• 937 «5-й микрорайон Сев. Бутова —МЦД Бутово-ул. Брусилова, „МЦД Щербинка — ул. Брусилова“
• 978 ул. Брусилова — МЦД Щербинка — м. Бунинская аллея — Бутово молл -Коммунарка — м. Ольховая
• 948 „5-й микрорайон Северного Бутова — м. Бульвар Д. Донского — ул. Брусилова“
• e91 „5-й микрорайон Северного Бутова — м. Бульвар Д. Донского — ул. Брусилова“
• e99 „Захарьино (ул. Брусилова) — метро“ Улица Академика Янгеля»
• С953 «Захарьино (ул. Брусилова) -МЦД Бутово — м. Бульвар Д. Донского-м. Бунинская аллея- Остафьевская улица»
ПРОХОДЯЩИЕ рядом по Варшавскому (старому Симферопольскому ш)
• 1004 «Каменка — Метро „Бульвар Дмитрия Донского-Коктебельская“»
• 962 «Ерино — м. Аннино — м. Янгеля — Чертаново Южное»
• С963 « МЦД Щербинка — Управа р-на Щербинки-Барышевский пруд-МЦД Остафьево»

## Здания и организации
1. Почтовое отделение № 117148 — ул. Брусилова, 17.
2. Центр досуга и культуры — ул. Брусилова, 21.
3. ЗАГС, центр московского долголетия — ул. Брусилова, 19А.
4. Приют для бездомных животных — ул. Брусилова, 32Б.
5. Детская поликлиника № 118, филиал № 3 —  ул. Брусилова, 17к1.
6. Взрослая поликлиника № 121, филиал № 5 , женская консультация № 5 — ул. Брусилова, 15к2.
7. Магазин «ВкусВилл» — ул. Брусилова, 15.
8. Центр развития ребенка «Лира» — ул. Брусилова, 15к2.
9. Магазин «Все для дома» — ул. Брусилова, 17.
10. Центр социальной помощи семье и детям, щербинский филиал — ул. Брусилова, 7.
11. Магазин «ВкусВилл» — ул. Брусилова, 27к3.
12. ГБОУ Школа № 2109 «Алые паруса» — ул. Брусилова, 29к2.
13. ГБОУ Школа № 2109 «Маяк» — Брусилова, 29к1А.
14. Магазин «Перекрёсток» — ул. Брусилова, 29А.
15. Магазин «Дикси», фитнес центр — ул. Брусилова, 41.
16. Магазин «Пятёрочка» — ул. Брусилова, 3.